# Dorfkirche Rambow (Plattenburg)

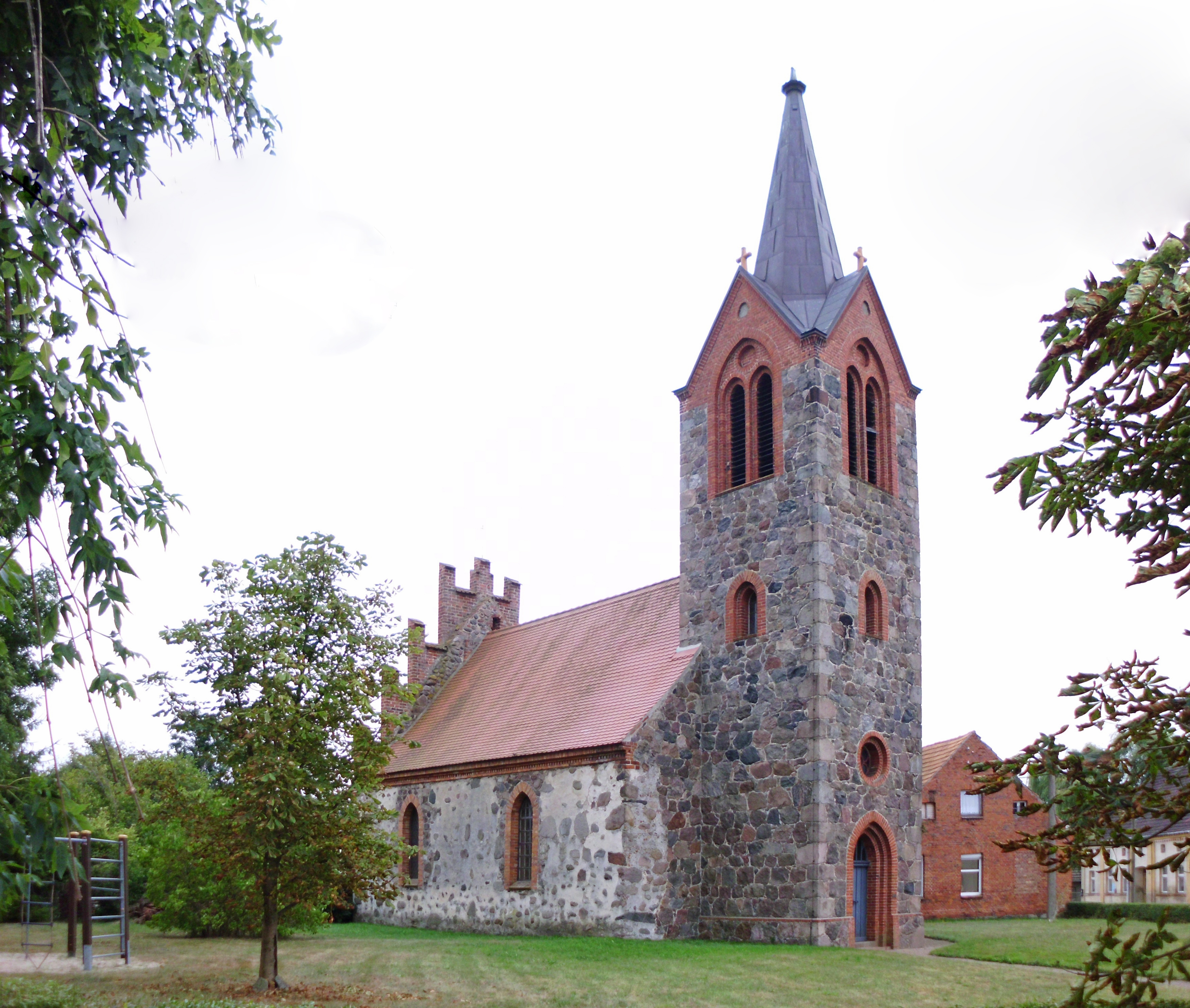
Dorfkirche Rambow

Die evangelische, denkmalgeschützte Dorfkirche Rambow steht in Rambow, einem Gemeindeteil des Ortsteils Viesecke der Gemeinde Plattenburg im Landkreis Prignitz von Brandenburg. Die Kirche gehört zum Pfarrsprengel Uenze-Rosenhagen-Krampfer im Kirchenkreis Prignitz der Evangelischen Kirche Berlin-Brandenburg-schlesische Oberlausitz.

## Beschreibung
Die Feldsteinkirche wurde am Anfang des 16. Jahrhunderts gebaut. An ihr Langhaus wurde im Westen 1874 ein neugotischer Kirchturm auf quadratischem Grundriss aus Feldsteinen eingestellt, der in Giebeln aus Backsteinen endet, zwischen denen sich ein achtseitiger Knickhelm erhebt. Sein oberstes Geschoss beherbergt hinter den als Biforien gestalteten Klangarkaden den Glockenstuhl. Die Ostwand des Langhauses wurde mit einem Staffelgiebel aus Backsteinen bedeckt. Die Fenster im Langhaus wurden im späten 19. Jahrhundert spitzbogig mit Gewänden aus Backsteinen verändert. Das Portal befindet sich an der Westseite des Kirchturms.
Der Innenraum ist mit einer Flachdecke überspannt. Die Kirchenausstattung ist einheitlich neugotisch. In der Giebelwand im Osten ist ein spätmittelalterliches Sakramentshaus eingelassen. Die Orgel auf der Empore im Westen wurde 1900 von Albert Hollenbach gebaut.